# Archibald Campbell (Offizier)

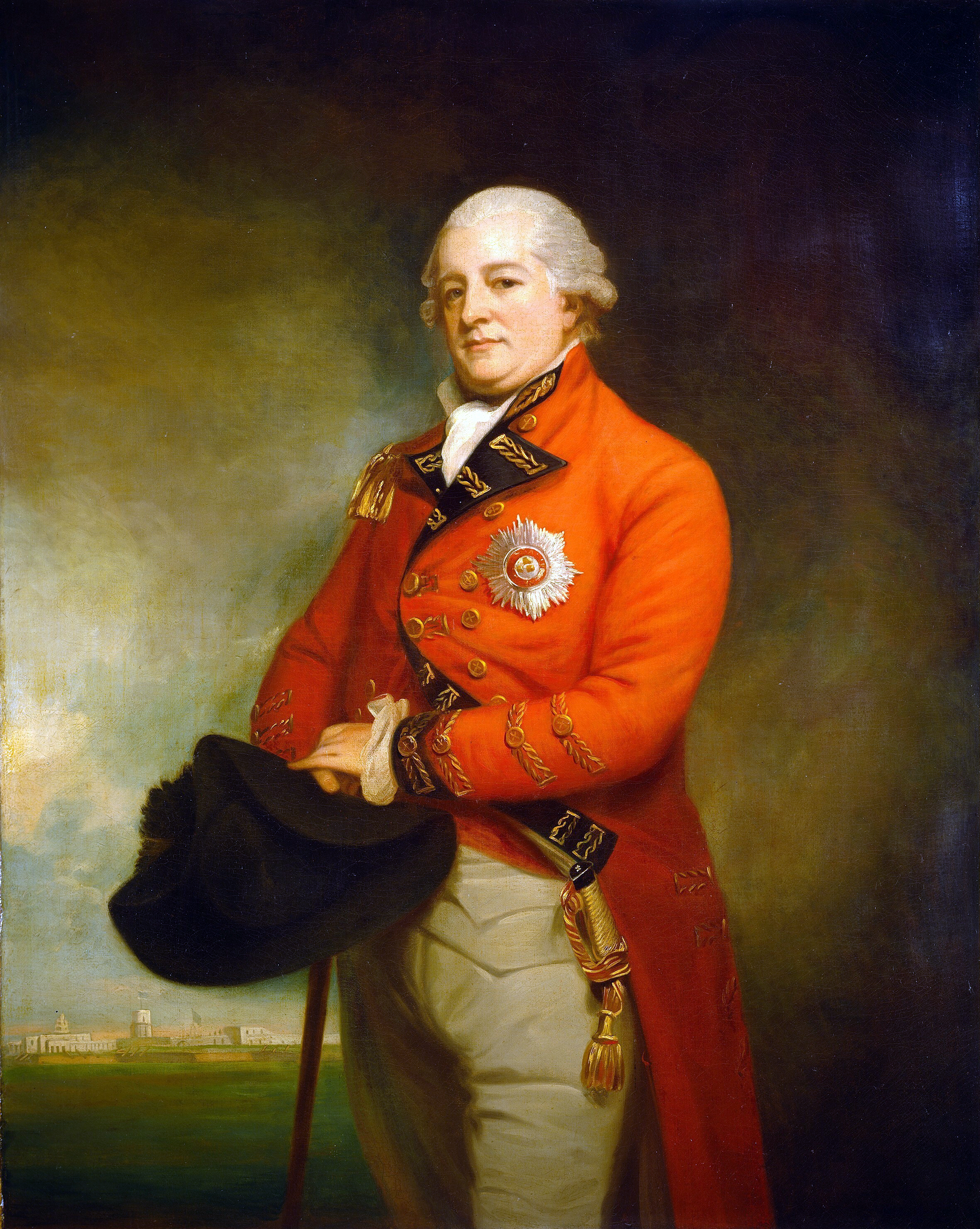
Sir Archibald Campbell (Gemälde von George Romney, um 1791)

Sir Archibald Campbell, KB (* 21. August 1739 in Inveraray, Schottland; † 31. März 1791 in London) war ein britischer Politiker, Offizier und Gouverneur verschiedener Kolonien.

## Lebenslauf
Archibald Campbell studierte an der University of Glasgow und besuchte danach die Royal Military Academy Woolwich. Im Jahr 1758 erhielt er einen Offiziersposten bei den Royal Engineers, mit denen er am French and Indian War in Nordamerika teilnahm. Bei der Belagerung von Quebec wurde er verwundet. Campbell war während des Siebenjährigen Krieges auch in Europa und der Karibik eingesetzt. Im Lauf seiner Militärzeit stieg er bis zum Generalmajor auf.
Im Jahr 1768 übernahm er die technische Leitung (chief engineer) der Britischen Ostindien-Kompanie in Bengalen. Dabei überwachte er den Ausbau von Fort William in Kalkutta. Während seiner dortigen Zeit (1768–1773) legte er den Grundstein für sein Vermögen. Er investierte im Schiffbau und engagierte sich im Seidenhandel. Mit einem Teil des Geldes erwarb er in seiner schottischen Heimat einige Ländereien. Nach seiner Heimkehr begann er eine politische Laufbahn. Zwischen 1774 und 1780 sowie nochmals von 1789 bis 1791 war er Abgeordneter für den Wahlkreis Stirling Burghs im britischen House of Commons.
Beim Ausbruch des Amerikanischen Unabhängigkeitskriegs wurde er 1776 dorthin befohlen. Im Hafen von Boston wurde sein Schiff von den Amerikanern geentert und er blieb bis 1778 als Gefangener in deren Händen. Trotzdem behielt er sein Abgeordnetenmandat in London, wo er von seinem Bruder James Campbell (1737–1805) vertreten wurde. Am 6. Mai 1778 wurde Archibald Campbell im Rahmen eines Gefangenenaustauschs aus der Haft entlassen. Ein halbes Jahr später marschierte er mit einer Einheit aus 3000 Männern nach Georgia, wo er an den erfolgreichen Schlachten bei der Einnahme der Stadt Savannah und bei Augusta teilnahm. Zwischen dem 29. Dezember 1778 und Juli 1779 übte er über den bei den Briten verbliebenen Teil der Province of Georgia das Amt des Militär-Gouverneurs aus. Im Juli 1779 wurde Jacques Marcus Prevost sein Nachfolger, während Campbell in das britische Mutterland zurückkehrte.
Von 1781 bis 1784 amtierte Generalmajor Archibald Campbell als Gouverneur in Jamaika. Von dort aus unterstützte er zunächst die inzwischen aber aussichtslos geworden britischen Kriegsanstrengungen im Amerikanischen Unabhängigkeitskrieg. Er stellte auch Truppen aus Einheimischen auf, um einer eventuellen französischen Invasion begegnen zu können, zu der es dann aber nicht kam. Nach seiner Heimkehr von seiner Jamaika-Mission wurde Campbell als Knight Companion des Order of the Bath geadelt.
Von 1786 bis 1789 bekleidete Campbell sein letztes Amt als Kolonialgouverneur. Dieses Mal wurde er mit der Leitung der Präsidentschaft Madras betraut. Dort war er gleichzeitig oberster militärischer Befehlshaber der Madras Army. Seine dortige Zeit verlief vergleichsweise ruhig. Nach einem vor seiner Ankunft beendeten Krieg gab es bis zum Ende seiner Amtszeit keine nennenswerten Vorkommnisse.
Zurück in der Heimat wurde er nochmals Abgeordneter im Unterhaus. Er erwarb auch einen Wohnsitz in London. Er starb am 31. März 1791 an den Folgen einer Erkältung, die er sich bei einem Aufenthalt in Schottland zugezogen hatte. Seit 1779 war er mit Amelia Ramsay (1755–1813), einer Tochter eines Hofmalers von König Georg III., Allan Ramsey, verheiratet. Die Ehe blieb kinderlos. Sowohl Archibald Campbell als auch seine Frau wurden in der Westminster Abbey in der Poets’ Corner in der Nähe des Grabes von Georg Friedrich Händel beigesetzt.